# Parajassa pelagica
Parajassa pelagica is een vlokreeftensoort uit de familie van de Ischyroceridae. De wetenschappelijke naam van de soort is voor het eerst geldig gepubliceerd in 1814 door Leach.